# Mausoleo de los Piastas de Silesia

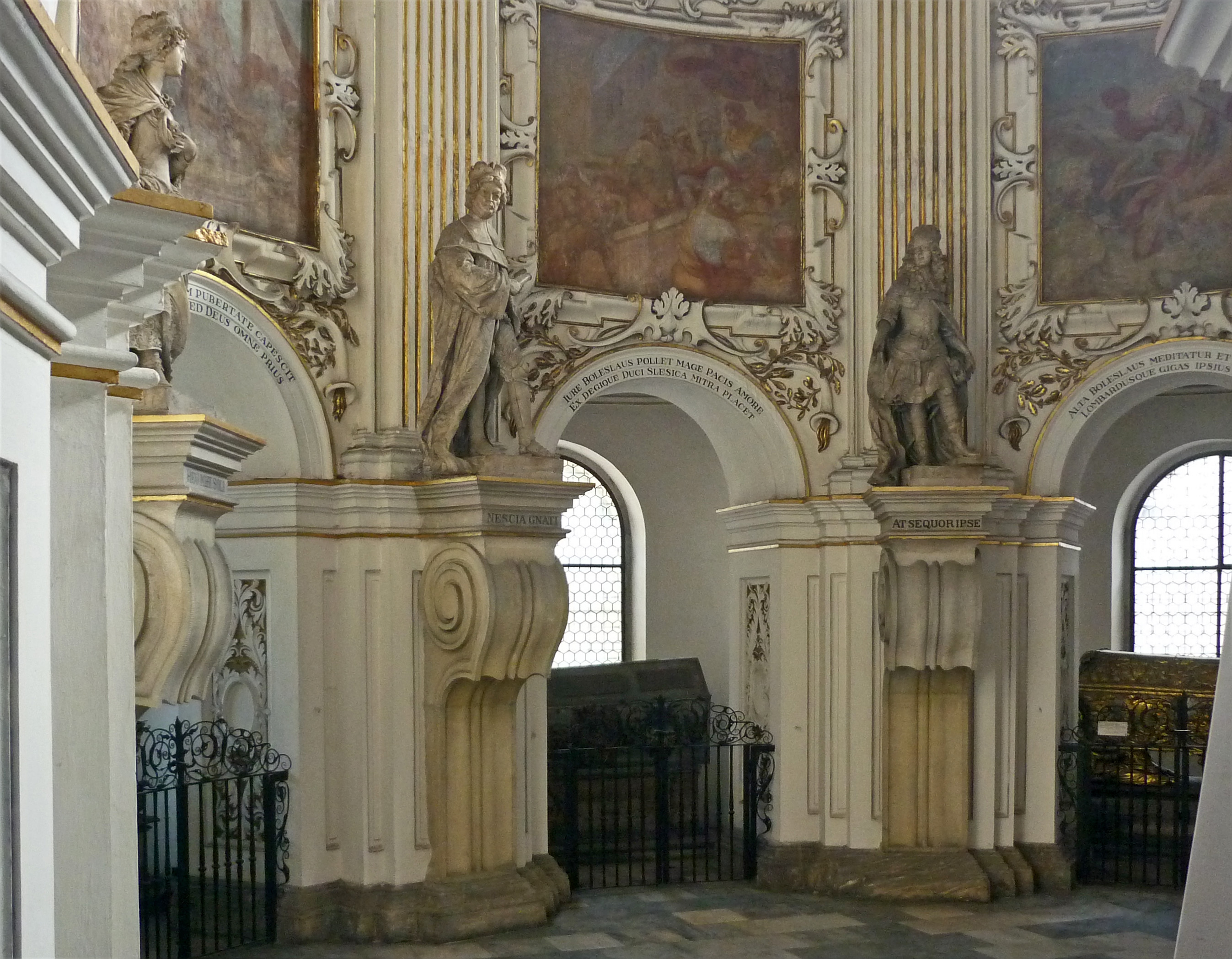
Interior del mausoleo

Mausoleo de los Piastas de Silesia en Legnica – mausoleo de los duques de Legnica y Brzeg en la Iglesia de San Juan el Butista en Legnica. La capilla fue construida como resultado de una adaptación y reconstrucción del antiguo presbiterio gótico de la iglesia calvinista en Legnica. 
Actualmente, el edificio se adhiere al muro oriental de la antigua iglesia post-jesuita, construida a principios del siglo XVIII, la que ahora es una iglesia franciscana. El mausoleo fue fundado después de la muerte del duque Jerzy Wilhelm por su madre, Ludwika Anhalcka, como un monumento conmemorativo a los últimos representantes de la dinastía de los Piastas. 
La capilla fue construida entre 1677 y 1679 es octagonal, cubierta con una cúpula y tiene un magnífico interior barroco. La decoración fue realizada por el artista silesiano Maciej Rauchmüller y se divide en tres zonas. En la más alta, en el centro de la cúpula, se encuentra un fresco que representa al dios griego Helios deteniendo su carro frente a la constelación de Cáncer. Las dos zonas inferiores muestran escenas de la historia de la dinastía de los Piastas. 
En cinco nichos de la parte inferior de la capilla hay sarcófagos de: Ludwika (Anhalcka), Chrystian, Zofia Elżbieta, Jerzy Wilhelm y Ludwik IV. Encima de los huecos hay unos monumentos a los últimos representantes de la familia principesca: Jerzy Wilhelm, Ludwika, Chrystian y Karolina (Carolina de Legnica-Brieg).
Bajo el suelo de la capilla, hay una gran cripta, donde se encuentran los ataúdes de los otros miembros de la línea Legnica-Brzeg de los Piastas, los que fueron enterrados desde el siglo XVI al XVII en una ya no existente iglesia gótica.